# 馮曾櫿
馮曾櫿（16世紀—1630年代），字伯构、良選，號心虞，南直隶镇江府金壇縣人，明朝政治人物。

## 生平
万历三十一年（1603年）癸卯科举人，三十二年（1604年），登甲辰科进士，都察院觀政。三十三年授開封府推官，三十八年擢礼部精膳司主事，四十一年升儀制司员外，四十三年升精膳司郎中，四十四年升江西副使，本年调陕西提学副使，丁憂。天启元年（1621年）降四川泸州知州，崇祯二年（1629年）補嘉定州，三年升本省同考，四年升南户部湖广司员外，不久因父親逝世回鄉，生病去世。